# جیمز فریمن (دوچرخه‌سوار)
جیمز فریمن (انگلیسی: James Freeman; ۲۰ فوریهٔ ۱۸۹۱ – ۱۶ ژوئیهٔ ۱۹۵۱) دوچرخه‌سوار اهل ایالات متحده آمریکا بود. وی در بازی‌های المپیک تابستانی ۱۹۲۰ شرکت کرده است.